# Lamborghini Essenza SCV12
Lamborghini Essenza SCV12 — спортивний автомобіль для треків, який випускається італійським виробником автомобілів Lamborghini під його гоночним підрозділом Squadra Corse. Представлений 29 липня 2020 року, це найпотужніший і останній безнаддувний автомобіль бренду.

## Технічні характеристики

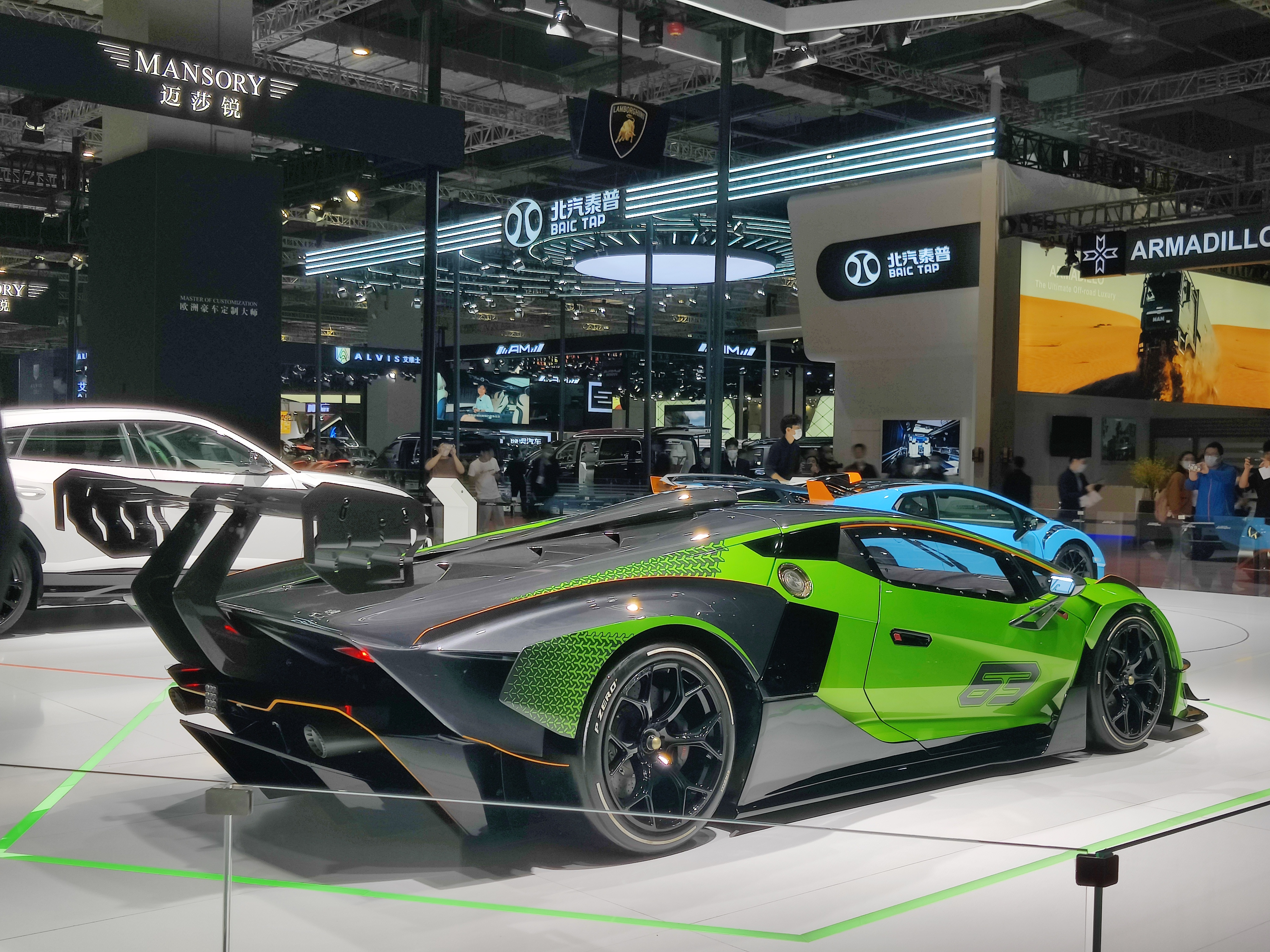
Lamborghini Essenza SCV12

Essenza SCV12 використовує той самий 6,5-літровий двигун V12, що й Aventador SVJ, налаштований відповідно до тих самих специфікацій, але двигун повернуто на 180 градусів, щоб можна було встановити коробку передач ззаду. Двигун має вихідну потужність 830 к.с. (610 кВт), що досягається системою всмоктування повітря, що робить його найпотужнішим атмосферним двигуном, виробленим компанією. Автомобіль має спеціальні вихлопні наконечники для зменшення протитиску. На відміну від Aventador SVJ, коробка передач — це 6-швидкісна несинхронізована послідовна коробка передач, яка також виконує роль навантаженого елемента шасі, підтримуючи задню підвіску штовхача. Автомобіль має задньопривідну компоновку, на відміну від поточних пропозицій двигуна V12 від Lamborghini. Автомобіль на 136 кг (300 фунтів) легший за Aventador SVJ і має схвалену FIA конструкцію з вуглецевого композиту та монокок з вуглецевого волокна, який є першим омологованим без використання металу. Essenza SCV12 також є першим автомобілем, розробленим відповідно до правил безпеки прототипів FIA. Автомобіль має співвідношення потужності до ваги 1,66 кг на к.с. (у прес-релізі Lamborghini неправильно написано як «к.с. на кг»).

### Двигун
- 6.5 L L539 V12 830 к.с.